# バフット語
バフット語（バフットご、バフット語: Bufe、英: Bafut language）は、ニジェール・コンゴ語族に属する言語である。
カメルーンの北西州に居住するバフット族の人々により話されている言語である。
1982年にJoseph Mfonyamにより、バフット語の書記法が考案された。